# ニューヨーク・シティ・バレエ団

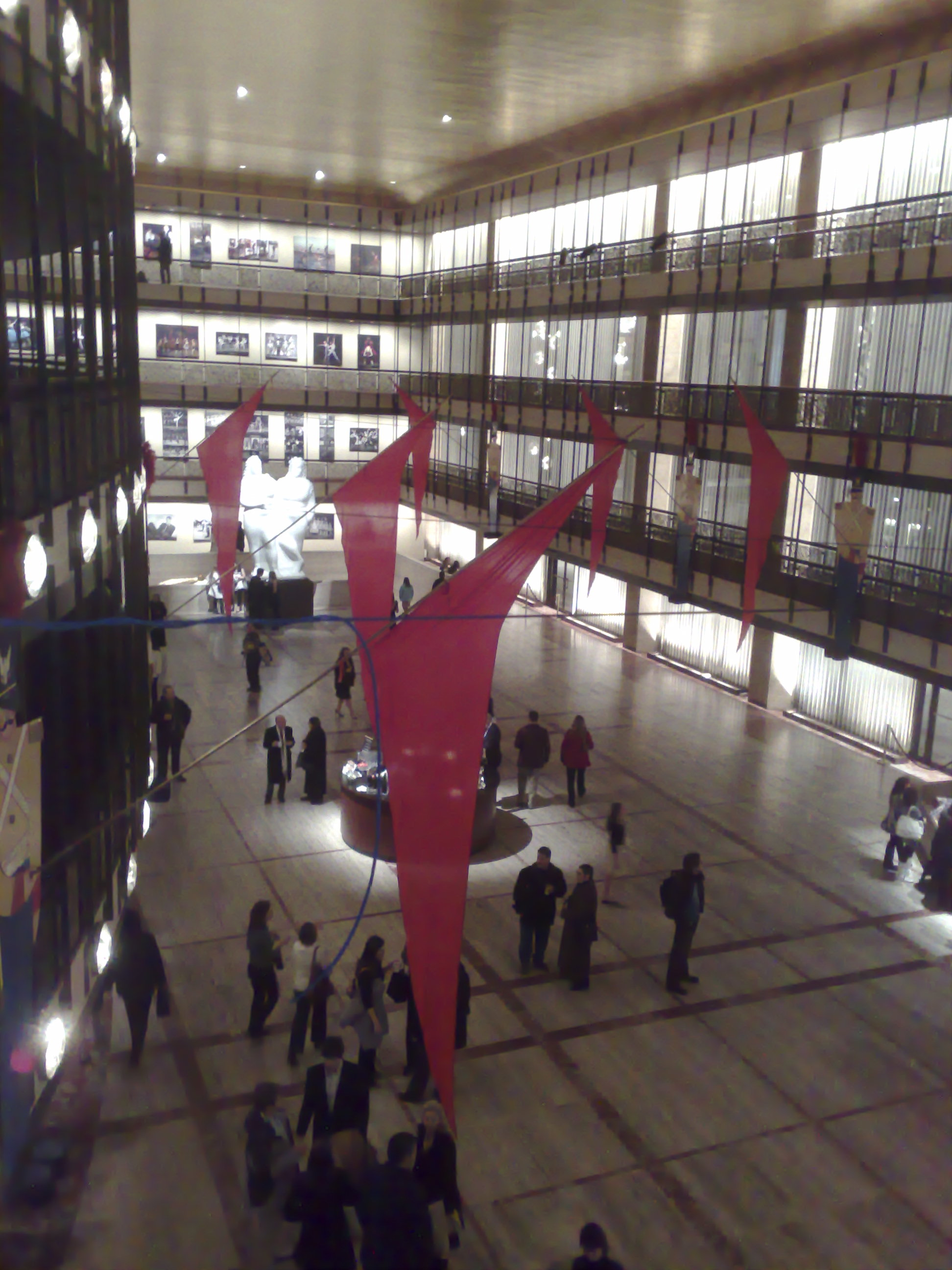
本拠地のリンカーン・センターD・H・コーク劇場

ニューヨーク・シティ・バレエ団 （New York City Ballet）は、アメリカ合衆国ニューヨーク市マンハッタンに本拠を置くバレエ団。略称はNYCB。ダンサーは90人。総勢889名の従業員がいる。
総資産3億1200万ドル程保有し、8560万ドル総収入がある。アメリカで最も資産・収入が多いバレエ団である。
主舞台はリンカーン・センター内に所在するのデイヴィッド・H・コーク劇場 （旧称：ニューヨーク州立劇場）。夏季には州北部のサラトガ・スプリングズ市でも公演が行われる。

## 沿革
1933年、米国の舞踊評論家リンカン・カーステインが欧州からジョージ・バランシンを招き、アメリカン・バレエ学校（School of American Ballet）を創設したのが始まりである。
この学校は米国でバレエを発展させたいと願っていたカーステインが、まずダンサーの育成から始めるべしというバランシンの主張を容れて作ったものだった。1935年3月にはその生徒と卒業生によってアメリカン・バレエ （The American Ballet） の名称で最初の公演がおこなわれた。企画・経営はカーステイン、監督・振付はバランシンという体制は以後も続くことになる。
同年秋にメトロポリタン・オペラ劇場の専属バレエ団となったが、1938年に契約を解消。これにともないバレエ団は一旦解散した。
カーステインは1936年3月に別働隊としてバレエ・キャラバン（Ballet Caravan） という小バレエ団を組織し新人の活躍舞台としていたが、こちらも1940年9月に解散。この間バレエ学校は常時存続していた。1941年、両者が再生合同して新生のアメリカン・バレエとなり、国務省支援による中南米巡演をおこなった。しかし帰国後の同年11月に再び解散。
戦後の1946年、バレエ協会 （Ballet Society） として復活し、会員制によるバレエ公演を再開する。1948年4月にはニューヨーク・シティ・センターと契約して専属バレエ団となり今日の名称となった。元ABTのJ・ロビンズが助監督に就任し、1950年代には欧州や日本に巡演して評価を高めた。フォード財団による支援も受けて活動は続き、1964年に現在の本拠地であるニューヨーク州立劇場へ移転した。
創設以来バレエ団を率いてきたバランシンの志向を反映して、厖大な数の抽象バレエ作品をレパートリーに持っている。『放蕩息子』や『真夏の夜の夢』など物語のある作品もあるが、英国ロイヤル・バレエ団などに比べるとその比率は少ない。作曲家別ではストラヴィンスキーの作品が多いのも特徴である。ダンサーは傘下のアメリカン・バレエ学校出身者がほとんどで、動きや体型まで含めた独自の基準で採用されている。
1981年にバランシンが病気で倒れると、指名によってプリンシパルのピーター・マーティンスが後継バレエマスターとなった。現在でも年間に2〜3のペースで新作が作られ、バランシン作品の復刻上演もおこなわれているが、近年の新作は小品ばかりで方向性が見えず全体的に質が低下しているといった批判も出てきている。
2008年以降、ボリショイ・バレエ団の芸術監督を退いてABTに移籍したA・ラトマンスキーに依頼して新作をいくつか作らせている。
米紙ニューヨーク・タイムズ電子版は2018年1月1日に芸術監督ピーター・マーティンスが退団したと報じた。セクハラやパワハラ疑惑が浮上していたが、本人は否定している。同紙は先月、現役1人を含む計5人のダンサーがマーティンスから虐待を受けたと証言したと報道し、ニューヨーク・シティ・バレエ団が事実関係の調査に乗り出していた。

## 過去に在籍したダンサーたち
| - ダイアナ・アダムズ - エドワード・ヴィレラ - ジェルシー・カークランド - ダーシー・キースラー - アレグラ・ケント | - ジリアナ - マリア・トールチーフ - ジャック・ダンボワズ - メリッサ・ハイデン - スザンヌ・ファレル | - ミハイル・バリシニコフ - 堀内 元 - ペーター・マルテンス - タナキル・ルクレール - コンラッド・ルドロウ |

- ピーター・ボール

## 主なレパートリー
※緑色は作曲そのものを委嘱したことを表す。
| 初演 | 作品                             | 作品                      | 振付                           | 音楽                            | 構成 | 所要時間   |
| ---- | -------------------------------- | ------------------------- | ------------------------------ | ------------------------------- | ---- | ---------- |
| 1935 | セレナーデ                       | Serenade                  | バランシン                     | チャイコフスキー                | 1幕  | 32分       |
| 1948 | シンフォニー・イン・Ｃ           | Symphony in C             | バランシン                     | ビゼー                          | 1幕  | 32分       |
| 1948 | オルフェウス                     | Orpheus                   | バランシン                     | ストラヴィンスキー              | 1幕  | 30分       |
| 1950 | 放蕩息子                         | Prodigal Son              | バランシン                     | プロコフィエフ                  | 1幕  | 35分       |
| 1951 | 檻                               | The Cage                  | ロビンズ                       | ストラヴィンスキー              | 1幕  | 14分       |
| 1957 | アゴン                           | Agon                      | バランシン                     | 同上                            | 1幕  | 25分       |
| 1962 | 真夏の夜の夢                     | A Midsummer Night's Dream | バランシン                     | メンデルスゾーン                | 2幕  | 6分, 28分  |
| 1963 | ブガク                           | Bugaku                    | バランシン                     | 黛敏郎                          | 1幕  | 25分       |
| 1968 | ハイドン協奏曲                   | Haydn Concerto            | J・タラス                      | J・ハイドン                     | 1幕  | ?          |
| 1970 | フー・ケアーズ？                 | Who Cares?                | バランシン                     | ガーシュウィン 〔編曲 H・ケイ〕 | 1幕  | 40分       |
| 1972 | サーカス・ポルカ                 | Circus Polka              | ロビンズ                       | ストラヴィンスキー              | 1幕  | 3分        |
| 1975 | マ・メール・ロワ                 | Ma Mère l'Oye             | ロビンズ                       | ラヴェル                        | 1幕  | ?          |
| 1981 | モーツァルティアーナ             | Morzartiana               | バランシン                     | チャイコフスキー                | 1幕  | 27分       |
| 1991 | 眠れる森の美女                   | The Sleeping Beauty       | プティパ バランシン マルテンス | チャイコフスキー                | 2幕  | 74分, 47分 |
| 1995 | ウエスト・サイド・ストーリー組曲 | West Side Story Suite     | ロビンズ                       | バーンスタイン                  | 1幕  | 32分       |
| 2008 | コンチェルトDSCH                 | Concerto DSCH             | ラトマンスキー                 | ショスタコーヴィチ              | 1幕  | 25分       |
| 2010 | ナムーナ                         | Namouna                   | ラトマンスキー                 | ラロ                            | 1幕  | 58分       |

## 文献
- Finkel, Anita, "New York City Ballet", International Encyclopedia of Dance, vol.4, Oxford University Press, 1998, ISBN 0-19-517588-3, pp.606-624.